# 鳥類古生物学
鳥類古生物学（ちょうるいこせいぶつがく、Paleornithology 、パレオーニソロジー、またはAvian Paleontology）とは、鳥類の進化および絶滅した鳥類に関する学術研究のこと。鳥類学（ornithology）と古生物学（Paleontology）を合わせたもの。始祖鳥の発見（1860年）とともに始まった。鳥類およびその祖先、獣脚類の恐竜と爬虫類の関係を調べることがこの学問の重要な価値である。イクチオルニスやヘスペロルニスといった古い水鳥・海鳥に関しても成果をあげている。

## 著名な鳥類古生物学者
- ストーズ・オルソン（英語版）（アメリカ）
- アレクサンダー・ウェットモア（英語版）（アメリカ）
- アラン・フェドゥーシア（アメリカ）
- セシル・モーラー＝ショヴィレ（フランス）
- フィリップ・アシュモーレ（イギリス）
- ピアース・ブロドコルブ（英語版）（アメリカ）
- トレバー・ワーシー（Trevor H. Worthy）（オーストラリア）
- 周忠和（中国語版）（中国）
- エフゲニー・クロチキン（ロシア）
- ブラッドリー・リヴジー（アメリカ）
- ガレス・ダイク（アイルランド）
- ルイス・キアッペ（アルゼンチン）
- ゲラルト・マイヤー（ドイツ語版）（ドイツ）
- デイヴィッド・ステッドマン（アメリカ）
- 松岡廣繁（日本）
- ヒルデガード・ハワード（アメリカ）